# Жерен (кратер)
Жерен (лат. Gerin) — 445-километровый ударный кратер на Япете (спутнике Сатурна), расположенный на земле Сарагоса (южной половине яркой стороны Япета). Координаты центра — 45°36′ ю. ш. 233°00′ з. д. / 45,6° ю. ш. 233° з. д.. Это четвёртый по величине кратер на Япете после кратеров Абим, Торжис и Анжелье. Несмотря на это, он входит в число крупнейших ударных кратеров Солнечной системы. Его частично перекрывает более крупный кратер Анжелье.
Кратер Жерен назван именем одного из персонажей французского эпоса «Песнь о Роланде»; это название было утверждено Международным астрономическим союзом в 2008 году.

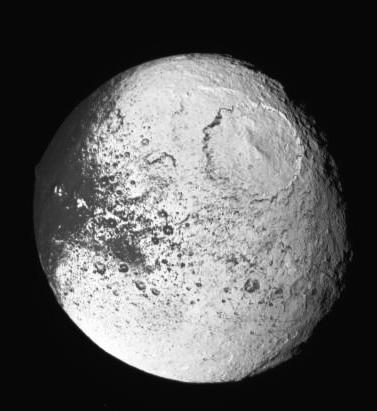
Кратеры Жерен и Анжелье находятся в верхнем правом углу. Снимок космического аппарата Кассини-Гюйгенс
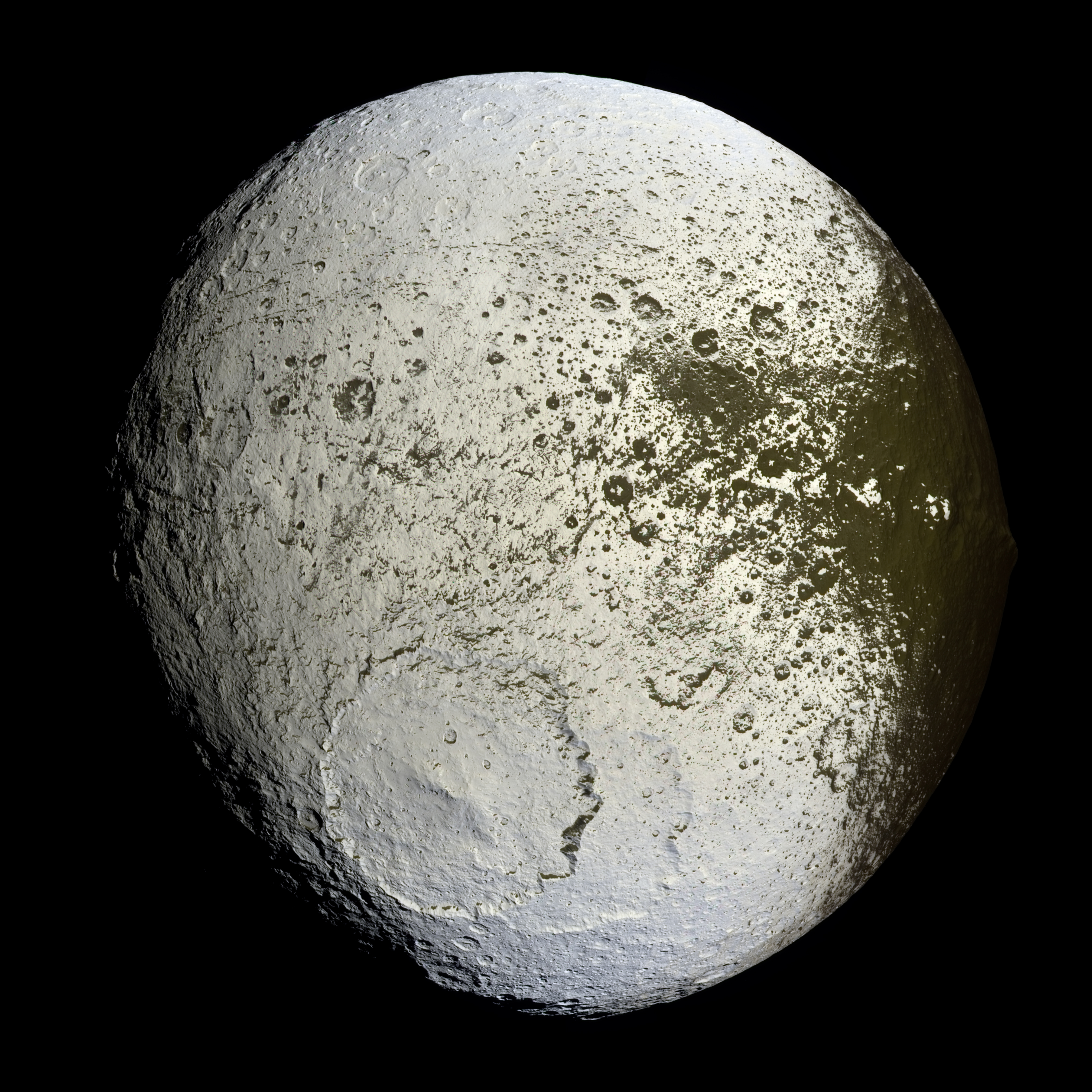
Кратеры Жерен и Анжелье находятся снизу. Снимок космического аппарата Кассини-Гюйгенс